# Robert Bergland
Pour les articles homonymes, voir Bergland (homonymie).
Robert Selmer Bergland, né le 22 juillet 1928 à Roseau (Minnesota) et mort le 9 décembre 2018 dans la même ville, est un homme politique américain.
Il est représentant du 7e district du Minnesota entre 1970 et 1977 puis secrétaire à l'Agriculture des États-Unis entre 1977 et 1981 dans l'administration du président Jimmy Carter.

## Biographie
Robert Bergland est né près de Roseau, au Minnesota. Il étudie l'agriculture à l'Université du Minnesota dans le cadre d'un programme de deux ans. Agriculteur, il devient fonctionnaire du Service de la stabilisation et de la conservation agricoles du ministère de l'Agriculture de 1963 à 1968.
Bergland est membre de la Chambre des représentants des États-Unis de 1971 à 1977 en tant que membre du Minnesota Democratic-Farmer-Labor Party. Il entre à la Chambre en battant le représentant républicain sortant Odin Langen en 1970. Il est élu aux 92e, 93e, 94e et 95e Congrès. Au Congrès, il a siégé aux sous-comités de la commission de l'agriculture sur la conservation et le crédit, ainsi que du bétail, des céréales, des produits laitiers et de la volaille.
En 1977, Bergland démissionne de la Chambre peu de temps après le début d'un nouveau mandat. Il est nommé secrétaire à l'agriculture par le président Jimmy Carter. Il exerce ses fonctions du 23 janvier 1977 au 20 janvier 1981.
Au cours de son mandat, le département de l'Agriculture des États-Unis et l'administration des services généraux des États-Unis connaissent une lutte mineure mais très connue dans le contrat de services de cafétéria de l'ère Nixon.
Après la fin de l'administration Carter en 1981, Bergland devient président de Farmland World Trade jusqu'en 1982, date à laquelle il devint vice-président et directeur général de la National Rural Cooperative Association. Bergland fait pression à la fois sur le Congrès et sur les organismes de réglementation pour le compte du secteur de l'électricité de la coopérative.
Après avoir pris sa retraite en 1994, Bergland est élu par le législateur de l'État du Minnesota pour un mandat au sein du conseil des régents de l'université du Minnesota. Bergland prend sa retraite à la fin de son mandat et est propriétaire d'une ferme de 600 acres (2,4 km2) dans le Minnesota.
Il a épousé Helen Elaine Grahn en 1950. Ils ont eu sept enfants. Bergland est décédé le 9 décembre 2018 dans une maison de retraite à Roseau à l'âge de 90 ans.